# Budhabare (Dhankuta)
Budhabare (nep. बुधबारे) – gaun wikas samiti we wschodniej części Nepalu w strefie Kośi w dystrykcie Dhankuta. Według nepalskiego spisu powszechnego z 2001 roku liczył on 418 gospodarstw domowych i 1954 mieszkańców (1019 kobiet i 935 mężczyzn).